# Alina Galicka
Alina Galicka (ur. 26 lutego 1993) – rosyjska lekkoatletka, sprinterka. 

## Osiągnięcia
| Rok  | Impreza                     | Miejsce   | Konkurencja             | Pozycja    | Wynik   |
| ---- | --------------------------- | --------- | ----------------------- | ---------- | ------- |
| 2012 | Mistrzostwa świata juniorów | Barcelona | bieg na 400 metrów      | półfinał   | 54,98   |
| 2012 | Mistrzostwa świata juniorów | Barcelona | sztafeta 4 x 400 metrów | 3. miejsce | 3:36,42 |

Złota medalistka mistrzostw Rosji w kategorii juniorów.

## Rekordy życiowe
- Bieg na 400 metrów (stadion) – 53,50 (2012)
- Bieg na 400 metrów (hala) – 54,62 (2013)